# Hadži Lojo
Salih Vilajetović, poznat kao Hadži Lojo (Sarajevo, 1834. – Meka, 1887.) bio je bošnjački vođa u Sarajevu 1870-ih i jedan od glavnih zagovornika otpora austrougarskoj okupaciji Bosne i Hercegovine.

## Životopis
Radnik u kamenolomu, učitelj u medresi i bašibozuk, Hadži Lojo je u Sarajevu postao poznat nakon što se pridružio otporu osmanlijskim reformama, a osobito kad se 1872. godine pobunio protiv gradnje nove pravoslavne crkve. U narednim godinam bio je poznat i po raznim nasilnim ispadima i razbojstvima. 
Neposredno prije austro-ugarskog zaposjedanja Bosne i Hercegovine 1878. godine, Hadži Lojo je okupio muslimanske, pravoslavne, židovske te čak i neke katoličke građane da se suprotstave okupatoru: uz Mehmeda Šemsikadića, Hafiza Kaukčiju i Muhameda Hadžijamakovića Hadži Lojo bio je jedan od glavnih vođa otpora u Sarajevu. Protivnici okupacije su 28. srpnja organizirali vladu u gradu i odredili mobilizaciju svih građana sposobnih za vojnu službu. U noći između 16. i 17. kolovoza Hadži Lojo je, ulazeći u jedno konačište, nosio pušku na leđima s cijevi okrenutom prema zemlji. Puška je slučajno opalila i pogodila ga ispod koljena. S tom teškom ranom pobjegao je u naselje Praču kod Rogatice, gdje se sakrio kod pravoslavne obitelji Čvoro. Odatle je pobjegao u Čajniče, gdje je proveo oko dva tjedna.
Zbog bolova u ranjenoj nozi Hadži Lojo više nije mogao bježati. Izdao ga je Mićo Kojić nakon čega ga je uhitio natporučnik Mihajlo Stipetić i priveo u Sarajevo. Lojo je zbog te rane bio poslan u vojnu bolnicu, gdje ga je liječio dr. Kramer: no unatoč liječničkoj skrbi, nije bilo pomoći i noga mu je amputirana. Vlasti su tražile smrtnu kaznu, a optužnica ga je teretila kao glavnog agitatora otpora protiv okupacijskih četa. Poslije izdržane petgodišnje kazne u Theresienstadtu, Hadži Lojo se trebao vratiti u Sarajevo. Međutim, austrijska carska vlast rekla je da je on u Bosni nepodoban. Ponudili su mu da bira u koju zemlju želi ići. On je odlučio da je za njegovu obitelj – suprugu Fatimu, kćerku Aišu i dva sina, Muhameda i Mustafu – najbolje da se odsele u Meku.

## Lojo u književnosti
Branislav Nušić je 1908. godine napisao roman zasnovan na liku i djelu Hadži Loja.
Godine 1982. Rešad Kadić je također napisao roman zasnovan na Hadži Lojevu životu.